# Музей козацтва, етнографії і культури Приазов'я
Музей козацтва, етнографії і культури Приазов'я (рос. Музей казачества, этнографии и культуры Приазовья) — розташований у селі Кагальник Азовського району Ростовської області.

## Історія
До кінця XVIII століття Приазов'я мало в Російській державі буферний, а потім прикордонний статус. Усе це сприяло переселенню в ці краї росіян і вихідців з інших країн (вірмен, греків, німців), появі тут російських козацьких містечок, селянських слобід, прикордонних фортець, сіл. Наявність річкових і морських шляхів зробила Приазов'я зручним районом для облаштування портів, ринків, доків, складів.
Особливістю цього регіону була значна етнічна, соціальна, конфесійна і культурна неоднорідність населення. З давнини до 1970-х років головним заняттям місцевого населення було рибальство. Хоча ця галузь втратила до теперішнього часу своє економічне значення, вона зберегла значення культурне. Колишні вигоди рибної торгівлі спричинили прискорений розвиток товарно-грошових відносин, рибообробних і риборозплідних підприємств, транспортної системи, ринків, міст. Міста спричинили урбаністичний вплив на сільські райони, внаслідок чого місцеве населення отримало доступ до освіти й культурних здобутків.
Музей козацтва, етнографії і культури Приазов'я відкрито 26 січня 2012 року. Значний внесок у створення музею зробив голова Південного наукового центру РАН Геннадій Григорович Матишов.
Наукові співробітники музею вивчають традиційну культуру рибалок дельти Дону, збирають етнографічні артефакти і документи у цій галузі. У фондах музею представлені макети житлових будівель населення дельти Дону, макети кам'яної і дерев'яної церков на хуторі Донському, макети човнів, на яких люди вели промисел у дельті Дону (кайка, каюк, байда, дуб, баркас і т. д.), сіті, весла.
Основними в експозиції музею є два комплекси поселенців — Донський хутір, населення якого переважно становили козаки, і засноване селянами-українцями село Кагальник. Експозиція побудована на справжніх артефактах — документах, фотографіях і предметах побуту. В музеї представлені старовинні меблі, швейна машинка, самовари тощо. Тут також можна побачити старовинні предмети: рибальські сіті, якорі, праски, посуд та інші предмети козацького побуту. Є в музеї стенд, присвячений жіночій донський традиції — свого часу козачки збиралися щодня у полудень і пили каву. Традиція мала характер ритуалу, тому, коли були перебої з постачанням кави, козачки готували різні замінники: вони подрібнювали і заварювали обсмажений ячмінь (див. ячмінна кава) чи цикорій.